# قضیه نوتر درباره رویه‌های گویا
در ریاضیات و بویژه در هندسه جبری، قضیه نوتر درباره رویه های گویا، قضیه ای است کلاسیک درباره رده بندی رویه ها که شرایطی را برای گویا بودن رویه ها به دست می دهد. این قضیه می گوید که اگر 
{\displaystyle S} یک رویه ناتکین و {\displaystyle \varphi :S\to \mathbb {P} ^{1}} نگاشتی به خط تصویری باشد به گونه ایکه تار عمومی آن خط تصویری باشد، آنگاه رویه {\displaystyle S} یک رویه گویا است. به زبان دیگر، اگر {\displaystyle \varphi ^{-1}(t)\cong \mathbb {P} ^{1}} برای هر {\displaystyle t} در مجموعه باز ناتهی {\displaystyle U\subseteq \mathbb {P} ^{1}}، آنگاه : {\displaystyle S\cong \mathbb {P} ^{2}}. توجه شود که همه یکریختیها در اینجا، یکریختیهای دوسوگویا هستند. 
قضیه نوتر درباره رویه های گویا، در واقع از یک قضیه بسیار کلیتر نوتر مشهور به لم نوتر درباره رده بندی رویه های گویا نتیجه می شود. این قضیه می گوید:
لم نوتر: یک رویه جبری {\displaystyle S}، گویا است اگر و تنها اگر یک خم تحویل ناپذیر گویای
{\displaystyle C} را شامل باشد که {\displaystyle dim|C|\geq 1}.
برهان قضیه نوتر با بهره گیری از لم نوتر: برای یک {\displaystyle t\in U} قرار دهید {\displaystyle C=\varphi ^{-1}(t)}. آنگاه بنابر فرض، {\displaystyle C\cong \mathbb {P} ^{1}} و چون تارهای این نگاشت با هم هم ارز خطی هستند ( هر دونقطه روی {\displaystyle \mathbb {P} ^{1}} با یکدیگر هم ارز خطی هستند)، {\displaystyle dim|C|\geq 1}. اکنون از لم نوتر نتیجه می‌شود که {\displaystyle S} یک رویه گویا است.